# Mycalesis kapaura
Mycalesis kapaura är en fjärilsart som beskrevs av Hans Fruhstorfer 1906. Mycalesis kapaura ingår i släktet Mycalesis och familjen praktfjärilar. Inga underarter finns listade i Catalogue of Life.